# Mühldorf am Inn
Mühldorf am Inn (ufficialmente Mühldorf a.Inn) è un comune tedesco di 17 685 abitanti, situato nel land della Baviera.

## Storia
Degli insediamenti preistorici o dei primi secoli dell'era cristiana non si hanno notizie certe. Mühldorf viene citata per la prima volta in un documento del 935 come luogo di esposizione per scambi commerciali. A quella data essa era apparteneva certamente all'arcidiocesi di Salisburgo, della quale costituiva un'esclave nel ducato di Baviera, ma non è noto da quando, anche se si sa che fin dall'VIII secolo essa era stata donata dai duchi di Baviera all'arcidiocesi. L'arcidiocesi ne fece un centro commerciale, sede di tribunale e centro amministrativo, grazie alla sua posizione sulla strada per Ratisbona. Data la sua particolare posizione, i suoi abitanti godevano di buone condizioni di vita ed i vescovi concessero loro numerose esenzioni fiscali.
Nel 1190 il re Enrico IV concesse al cugino, l'arcivescovo di Salisburgo Adalberto III di Boemia, il diritto di scavare una miniera di salgemma nella zona di Mühldorf, il che incrementò ancor di più il già florido stato dell'economia locale. Contestualmente venne concesso il diritto a Mühldorf di circondarsi di mura difensive, ma non si sa se questo implicava il riconoscimento del luogo abitato come città, riconoscimento che comunque è certo che fosse tale già nella prima metà del XIII secolo. Esso comunque viene documentato da un atto del 1281 e risulta allora che la città si poteva fregiare di uno stemma.
I secoli XIII e XIV furono caratterizzati da numerosi conflitti, specie con i bavaresi, che assediarono più volte la città.
Verso la metà del XIII secolo salì al potere Ottocaro II di Boemia, ma le sue pretese sul territorio bagnato dal fiume Inn vennero ostacolate dal duca della Baviera Inferiore Enrico XIII di Wittelsbach. Mühldorf venne assediata dai bavaresi e poi tormentata dalle truppe boeme in ritirata.
Nel 1285 Mühldorf venne coinvolta nel conflitto armato fra l'arcivescovo di Salisburgo, Rodolfo di Hoheneck e lo stesso Enrico XIII di Wittelsbach, che nell'ottobre di quell'anno la occupò dopo un breve assedio, ma l'anno successivo, grazie all'intervento del re Rodolfo I, la città tornò sotto il dominio salisburghese.
Circa trent'anni dopo Mühldorf subì nuove minacce. Dal 1314 era nato il conflitto di competenza sulla carica di re dei Romani fra il bavarese Ludovico IV di Wittelsbach e Federico I d'Asburgo, i quali, fra l'altro, si contendevano entrambi la città.
Il 28 settembre ebbe luogo fra gli eserciti dei due contendenti la battaglia di Mühldorf, detta anche "battaglia di Ampfing", dal nome della località limitrofa e tributaria di Mühldorf, che non andò bene per gli austriaci. Essi furono sconfitti, e più di 1300 nobili austriaci e salisburghesi furono catturati, fra i quali lo stesso Federico I.
Mühldorf decise quindi di trasformarsi in città libera dell'Impero e nacque così la resistenza all'autorità arcivescovile, che tuttavia venne soffocata sul nascere dalle truppe arcivescovili. Successivamente la città si dotò di ulteriori fortificazioni a fronte delle mire bavaresi.
Nel 1348 la peste nera fece a Mühldorf quasi 1.400 vittime.
Le fortificazioni realizzate si rivelarono quanto mai utili allorché nel 1363 scoppiò la controversia per l'eredità del Tirolo, nella quale l'arcivescovo di Salisburgo si schierò dalla parte di Rodolfo IV d'Asburgo contro Stefano II di Baviera. Quest'ultimo il 3 giugno 1364 pose la città sotto assedio con 3.000 soldati, utilizzando per la prima volta rudimentali e primitive armi da fuoco. Lasciati dapprima soli dagli alleati, gli abitanti di Mühldorf riuscirono a resistere all'assedio, finché finalmente le truppe austriache vennero in loro soccorso cacciando gli assedianti. Il conflitto si chiuse con la pace di Schärding, che vide la vittoria degli Asburgo.
Nuovamente, nel 1376 e nel 1387 la città venne assediata dai bavaresi, senza che però questi riuscissero ad aver ragione dei difensori.
Alla fine del XV secolo si giunse ad una serie di trattati di alleanza fra Salisburgo e la Baviera, dei quali beneficiò anche Mühldorf. Nel 1495 un violento incendio distrusse quasi la metà delle case della città. Il sedicesimo secolo si distinse per le varie epidemie di peste.
Nel 1640 si ebbe il più grande incendio documentato: esso provocò la distruzione di circa l'80% dei tetti della città. Nel 1648 si ebbe l'ultima conseguenza della guerra dei trent'anni: truppe svedesi occuparono la città per tre settimane. Per evitarne la distruzione, la città si era consegnata senza combattere al generale Wrangel.
Nel XVII secolo Mühldorf subì le conseguenze, che si rifletterono pesantemente sulla sua prosperità economica, di guerre, incendi e pestilenze.
Nal 1749 si ebbe anche a Mühldorf un episodio di caccia alle streghe.
Nel 1800 la città venne occupata dalle truppe austriache, che la occuparono fino al 1801, quando venne assediata dai francesi, che ne cacciarono infine gli occupanti: l'episodio ebbe conseguenze disastrose sull'economia cittadina.
Dopo il trattato di Lunéville la città passò nel territorio bavarese. Durante il periodo napoleonico la città venne occupata un paio di volte dalle truppe austriache e successivamente liberata.
Nel 1944 venne costruito a Mühldorf un grosso bunker che ospitava una fabbrica di aeroplani da caccia a reazione Messerschmitt Me 262, nella quale venne ampiamente utilizzato il lavoro coatto di persone detenute in un campo di concentramento locale, estensione di quello di Dachau.
Il 16 marzo 1945 la città subì un violento bombardamento da parte di 700 bombardieri statunitensi, fra i quali 250 B-24 Liberator, che lanciarono più di 6000 bombe. Nell'attacco aereo persero la vita 129 persone tra le quali numerosi bambini. La città fu nuovamente bombardata un mese dopo, con la conseguenza di 15 vittime fra la popolazione.